# Death by Chocolate
Death by Chocolate je švýcarská rocková hudební skupina, hrající především punk rock a rock and roll. Vznikla v roce 2003 ve švýcarském Bielu. Zakládající členové jsou bratři Schläppiové, Mathias Schenk a Matthias Willy, první bubeník kapely, místo něhož dnes hraje Julien Pinheiro.
V ČR vystupovala zatím dvakrát, naposledy na festivalu Okoř se šťávou 2013.

## Sestava
- Thomas Schläppi – baskytara, zpěv
- Mathias Schenk – kytara, zpěv
- Daniel Schläppi – baskytara
- Daniel Wyttenbach – klávesy
- Julien Pinheiro – bicí

## Diskografie
- My Portable Love (2008) - první studiová deska
- From Birthday to Funerals (2012)
- Among Sirens (2014)